# Hati

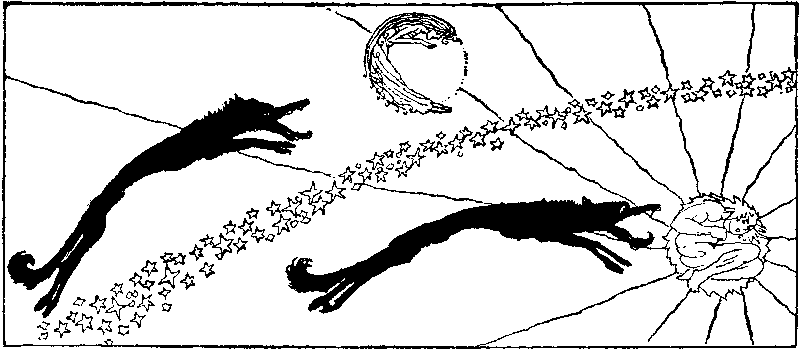
I lupi Hati e suo fratello Skǫll inseguono rispettivamente Máni (la Luna) e Sól (il Sole).

Nella mitologia norrena, Hati era il lupo, che inseguiva Máni (la Luna), attraverso il cielo ogni notte. Le eclissi lunari si verificavano quando il lupo arrivava quasi a prenderla. Suo fratello, Skǫll, inseguiva Sól, il Sole.
Sia nel Grímnismál che nel Gylfaginning gli viene associato il patronimico Hródvitnisson, il quale indica che era figlio di Fenrir, giacché uno dei suoi nomi alternativi era Hródvitnir ("lupo famoso"). La madre di Hati è una gigantessa, il cui nome non è noto ma è citata nel Vǫluspá e nel Gylfaginning, la quale abitava a est di Miðgarðr, nella foresta di Járnviðr ("bosco di ferro"). Snorri afferma che questa gigantessa ebbe molti figli, tutti lupi, incluso Mánagarmr, che anticamente era identificato come Hati. Da questa fonte è anche presunto che Sköll sia il fratello di Hati. Inoltre Hati è il nome di un satellite di saturno Hati (astronomia)

## Altre citazioni
- Nel poema eddico Helgakviða Hjörvarðssonar, Hati è un gigante ucciso dall'eroe Helgi.
- L'Hatii nel MMORPG Ragnarok Online è un lupo di ghiaccio.
- Hati è un lupo spettrale nell'universo di Warcraft, famiglio di Thorim. Nel MMORPG -World of Warcraft si unisce ai cacciatori che ottengono l'arma "Titanassalto".
- La canzone del gruppo melodic death metal Amon Amarth "Skoll and Hati" dell'album Berserker è tratta dai due personaggi mitici.
- Nel videogioco Seven deadly sins: Grand cross, Hati, assieme a Sköll, è un boss a fasi, di una modalità chiamata nido della bestia demoniaca, terza di 4, tutte di mitologia norrena - l'uccello Hræsvelgr, il cervo Eikþyrnir, i cani Sköll and Hati, il serpente Nidhoggr. I cani fratelli combattono assieme, con la peculiarità di cambiare forma per fase di gioco: la prima (giorno) vede Sköll come un enorme cane bianco, dagli occhi dorati e una grande corona, e Hati come un docile cane nero e blu, sdraiato di lato. Nella seconda fase (notte) le parti si invertono, e mentre Sköll adesso è un semplice cane bianco, Hati è un enorme lupo dal manto nero e blu. L'ultima fase li vede schierati assieme nella loro forma risvegliata.